# 山东货币史

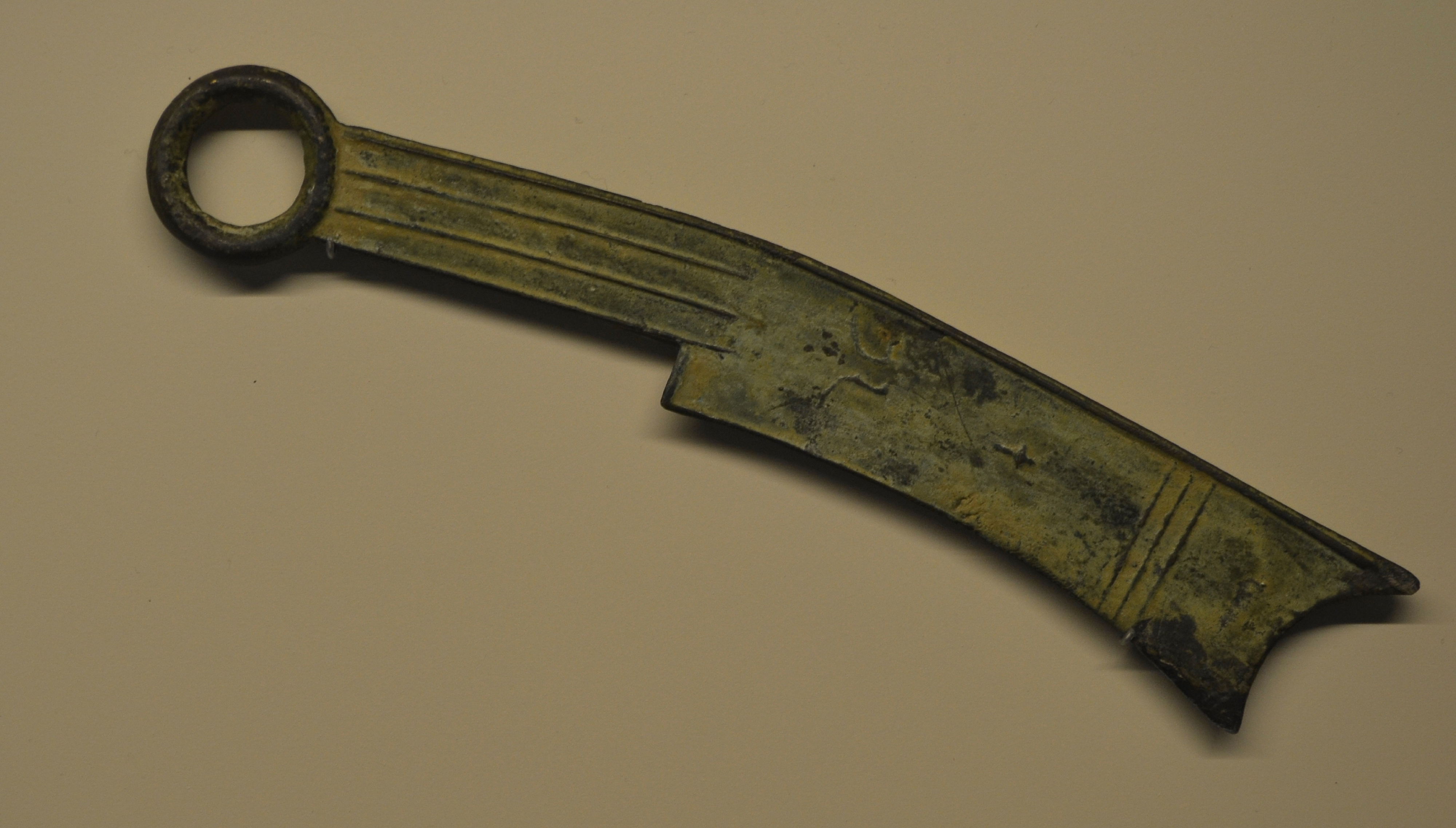
齐国刀币

山东货币史是指今中华人民共和国山东省一带流通使用货币的历史。早在5000多年前，山东就已经出现原始形态的实物货币。商代后期开始铸行铜贝，春秋中期流通黄金。齐国自春秋中叶开始就以齐国刀币作为法定标准货币，战国晚期改为以“賹化”圜钱为标准货币。鲁国在西周时期少量使用海贝，春秋早期石贝、骨贝等仿制贝币出现，春秋中叶，随各国铜铸币流行，鲁国开始铸行铜贝和包金铜贝。除齐鲁货币之外，先秦时期在今山东地区，燕国的刀币和“一化”圜钱，楚国的“旆钱当釿”布币、蚁鼻钱和爰金，也有流通。秦朝建立后统一币制，“半两”钱和黄金通行全国。汉代直到隋代，山东通行“五铢”钱和黄金，白银有少量流通。唐朝初年，唐高祖李渊铸造开元通宝，此后“通宝”铜钱普及使用。唐代中叶以后，白银流通渐渐变广。宋代开始发行纸币，与铜钱同时流通，白银的货币作用逐渐增强。北宋被金朝灭亡后，黄金不再被视为货币。元代推行纸币使用，白银的流通多于用铜钱。明代以纸钞为主，以铜钱为辅。清代以铜钱为主，银钱并用。
鸦片战争后，由于外国货币流入，西方货币样式的银元和铜元逐渐兴起，制钱和银两开始没落，但并未废除。国家、地方、民间发行了各种与金属货币相联系的纸币，多个外国银行也曾在山东印发纸币或发行其母国货币。中华民国成立，北洋政府统治下的山东主权仍不完整，币制也不统一，除法定国币银元之外，市场上还充斥着各种杂币。南京国民政府成立后，经过废两改元和实行法币政策，货币渐趋统一，但仍有其他纸币发行流通。抗日战争爆发后不久，山东省大部分地区沦陷，日本扶植的傀儡政权华北临时政府在山东等地发行联银券；中国共产党领导创建的多个抗日根据地则行用北海币、鲁西币和一些地方流通券等；国民政府坚守在山东的军政势力，仍用法币和民生票，以及各类土杂钞。抗战胜利后，国民政府统辖的国统区仍用法币，后因通货膨胀又陆续发行了关金券和金圆券；中共统辖的山东解放区仍用北海币，冀鲁豫解放区渐以冀南币取代鲁西币。随着第二次国共内战中国民政府的败退，解放区货币不断扩大到新解放区，国民政府货币则被逐出山东。其后，各解放区货币被新发行的人民币取代，金、银以及外国货币均被禁止流通。

## 先秦时期

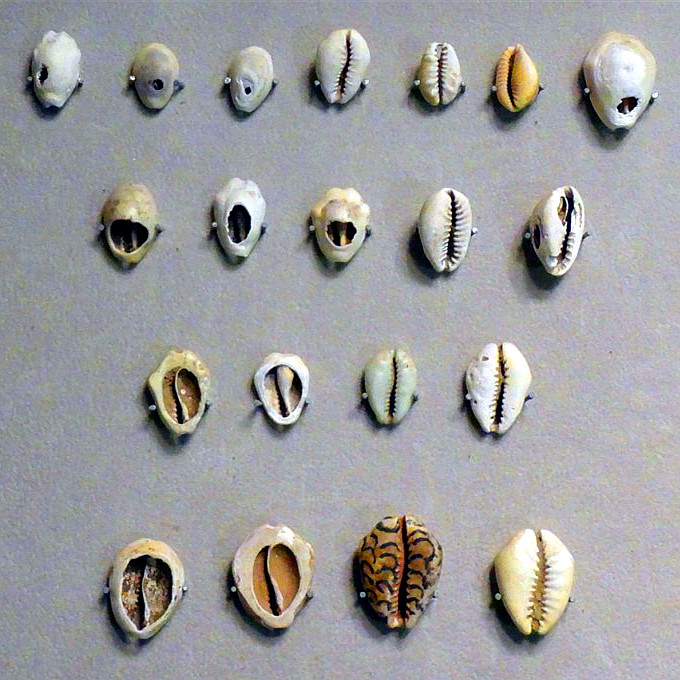
被用作货币的海贝

考古发现表明，山东先民早在原始社会晚期已出现社会分工，有了商品交换和实物货币。实物货币由物物交换发展而来，通常以容易与其他商品相交换的一些特定商品充当，其货币价值等于其商品价值，包括谷粟、布帛、牲畜、生产工具、龟甲、贝壳、金铜等商品均曾担任过实物货币。夏商时期的实物货币，以贝为主，铜、谷、帛也具有重要地位。周代出现金属铸币，实物货币被其取代，但并未完全消失，此后历代每当铸币缺乏或贬值时，实物货币仍会出现在商品交易之中。
海贝原本被用作装饰品，大约在夏代开始被用作货币。一般背面有穿孔，可以用绳穿系成串。1966年，益都苏阜屯一座商墓中曾出土海贝3790枚。商代晚期，随着商品交易增多，海贝不敷使用，骨贝、铜贝等仿制贝币出现:16-17。周代，山东地区的齐、鲁等诸侯国曾大量铸行铜贝，因为没有钱文，被称为无文铜贝。1981年春，曲阜林前村鲁国故城南部的一座春秋末期墓中曾出土无文铜贝588枚、骨贝170枚和海贝7枚。春秋中期以后，随着齐国铸行刀币，贝币的流通逐渐减少，而在鲁国则一直行用无文铜贝。战国末期，秦国灭亡齐国后建立大一统的秦朝，贝币被废除。
商代时，铜及铜制品也已成为流通数量仅次于贝币的实物货币，时称“金”或“赤金”，以“爰”为单位，西周后改以“寽”为单位。春秋战国时期，渐为铜铸币取代。西周时期，山东地区开始以布帛为货币，《管子·乘马》记载“黄金一镒，百乘一宿之尽也。无金则用其绢，季绢三十三制当一镒。无绢则用其布，经暴布百两当一镒”的记载。绢多用于官方的薪俸和赏赐等，布则多用于民间馈赠、借贷及购买等。随金属铸币兴起，布帛的货币地位下降，到秦朝不再以布帛为货币。汉代到唐代，多在钱币短缺或贬值时，恢复布帛的货币地位。宋代以后，布帛通常不作为货币，仅在通货膨胀时起货币作用。

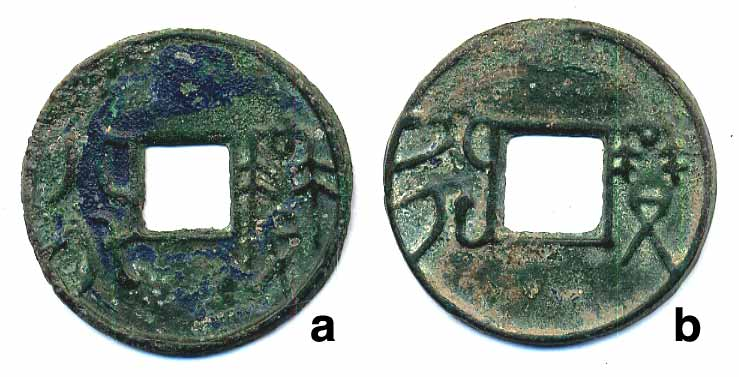
两枚賹六化圜钱

最早的铜铸币均取象于实物，铸造成铲、刀、环等形状，在不同的区域行使。齐国的刀币取象于实用刀，铸有面文和背文，面文有“齐之法化”、“即墨之法化”、“簟邦之法化”、“安阳之法化”、“齐建邦长法化”、“齐法化”等，均有“法化”二字。齐国刀币的出土地点分布区域很广，除在齐国流通外，还流通到燕、赵等国，同时齐国境内也有燕国刀币流通。明刀的正面有或之类的字符，铸行于燕国和齐国。对于齐明刀的铸行年代，多认为是在战国晚期，燕国大将乐毅攻伐齐国，占领了齐国大量城邑后铸造的，在公元前284年至公元前279年间。但石永士、王素芳等学者认为齐明刀始铸年代与燕明刀相近，上限在春秋晚期，下限在战国早期；张驰则认为齐明刀最早出现于战国中期初年:14。春秋中叶，齐鲁两国就已经将黄金作为支付手段用于赏赐、馈赠、礼聘、贿赂等，两国黄金多铸成方形称重使用，每方重1斤（合16两，228.86克）称1“金”。白银在春秋时被称为白金，主要用于官府支付，民间不多用。战国中晚期，楚国疆域扩大到今山东南部，于公元前431年灭莒，公元前225年灭鲁。楚国的“旆钱当釿”布币和蚁鼻钱等铜铸币，以及“郢爰”金版等黄金铸币随之流入这些地区。周赧王三十六年（公元前279年），齐燕战争结束，齐国得以复国。齐襄王铸行圆形方孔的賹化钱，共有三种，大者为“賹六化”，中者为“賹四化”，小者为“賹化”，流通范围大体与刀币同。此外，燕国的“一化”圜钱也曾流入齐国。

## 秦汉至南北朝

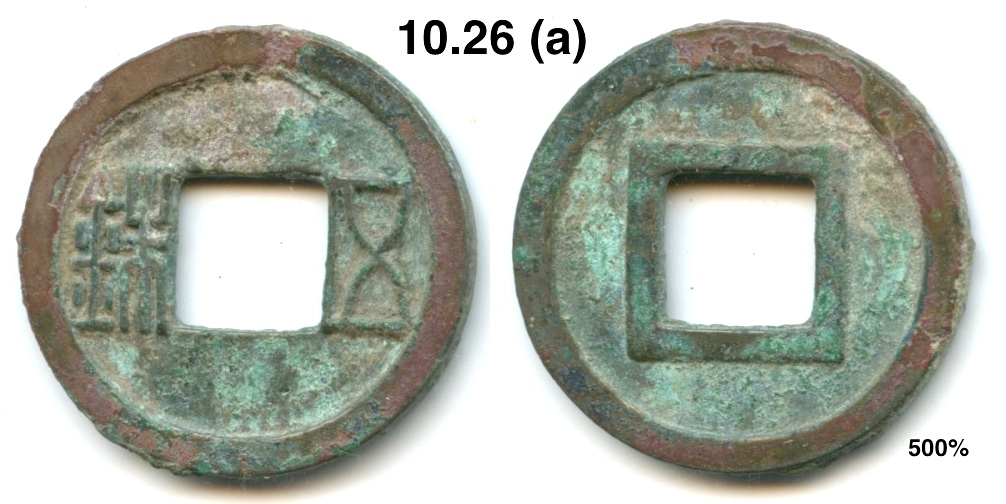
东汉五铢钱

公元前221年，齐国作为东方六国中最后的一个，最终也被秦国灭亡。秦始皇統一中國，建立秦朝後，推行書同文、車同軌等統一制度，廢止戰國時各國不同形制的貨幣，统一施行以黃金為上幣，以秦国“半两”铜钱为下币的货币制度。黄金以镒为单位，后世有圆形金饼出土，每镒24两，折今制258.24克。半两钱以币材重量为钱名，重半两。而银仅被视为器饰宝藏的一种，不再作为货币。
汉初承袭秦朝制度，也铸行半两钱，但实际重量曾多次变化。汉文帝刘恒铸行“四铢半两”时，山东一带郡国铸有“临淄四铢”、“临朐四铢”、“东阿四铢”等钱。西汉元狩五年（公元前118年），汉武帝刘彻废止“半两”钱，改铸行“五铢”钱。五铢钱同样以币材重量为钱名，重五铢，此后直到隋末，历代多沿用五铢钱。其间也曾有五铢以外的钱币短暂铸行，如两汉之间的新朝王莽曾铸行多种刀币、布币和圜钱，十六国后赵石勒曾铸造“丰货”钱，南北朝时北周铸造“布泉”、“五行大布”和后周曾铸造“永通万国”，它们虽大多仍是方孔圆钱，但已突破以币材重量为钱名的传统。
汉初，黄金的计量单位改为斤，每斤16两，形制不一，有方形钣状、圆形饼状、方形块状等。自秦至汉初，楚国金版一直在其旧境流通。汉武帝太始二年（公元前95年），诏令铸行麟趾金和马蹄金，楚国金版废止。新朝王莽所铸金错刀“一刀平五千”上“一刀”二字用黄金嵌错。东汉至南北朝，黄金货币数量减少，单位改以两计，并出现长方形的金铤。
白银作为货币的使用在汉代被恢复，山东青州曾出土西汉景帝时铸造的条形银锭及东汉桓帝时铸造的船型银锭。东汉以后，历朝银锭多铸造成长条形或长方形，偶尔有船形或马蹄形的，均以两计重，且流传均不广泛。近代以来，曾出土有银五铢钱，可能为南北朝时铸造。

## 唐朝至明朝

### 铜钱

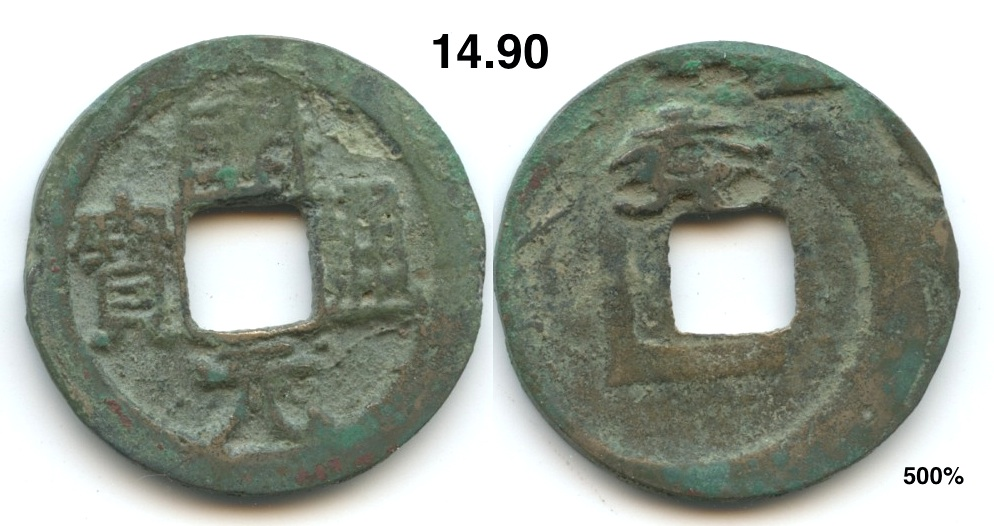
背“兖”字的会昌开元通宝钱

唐武德四年（公元621年），唐高祖李渊废“五铢”，改铸“开元通宝”钱，方孔钱彻底告别以币材重量为钱名的时代，改为按面值行使。每枚开元通宝铜钱重1钱，又称1文。除开元通宝之外，唐代还铸造了乾封、乾元、大历、建中等年号钱。会昌五年（公元845年），推行了一系列的“毀佛”政策的唐武宗李炎下令全国仅留40座寺庙，其余所有寺庙摧毁，废寺内铜铸佛像、钟磬全部销熔铸开元通宝钱，史称“会昌开元通宝”，背面有州郡监名，其中背有“兖”字的为兖州（今山东兖州）监铸。北宋时期兼行铜钱和铁钱，但在山东专用铜钱。金朝灭亡北宋占领山东之后，仍用辽朝和宋朝的旧钱，后来也曾铸在本朝年号钱。元代以使用纸币为主，至大年间因用钱增多，曾于1310年在山东设泉货监铸钱。明清两代将与本朝所铸官钱称为制钱，与旧钱、私钱相区别。朱元璋称帝之前，在南京和各省分设宝泉局，其中山东宝泉局设在济南，铸造“大中通宝”钱。洪武元年（1368年），朱元璋称帝，并颁行《洪武通宝钱制》，开铸“洪武通宝”钱。洪武二十六年（1393年），山东宝泉局停铸，直到明朝第九个皇帝明孝宗朱祐樘在位期间的弘治十六年（1503年），山东宝泉局复铸“弘治通宝”钱。

### 金银币
唐宋两代的黄金货币多为铤形；鎏金“开元通宝”和“宣和金钱”等金钱多为宫廷使用或被民间用作馈赠、吉礼，非流通货币；宋代金币除金铤外，同时有金牌、马蹄金、瓜子金等形式。自金以后，直到清朝末年，黄金不再被用作货币。白银自唐代中叶起在支付上已占重要地位，主要形式为银锭。宋朝时期，各地铜钱、纸币互不通用，白银却能够通行全国。除常见的银锭外，唐代曾铸“开元通宝”银钱，宋代有大观、宣和、靖康、太平等年号的银钱，银钱最初仅用于宫廷，后来流入民间。金朝也通用银两，曾铸造发行“承安宝货”银锭。元代，银两多为铸重50两的马蹄银，称“大元国宝”，简称“元宝”，后来“元宝”就成为银锭的通称。自元代开始，物价往往以银表示，发行纸币也以白银为保证。明朝施行银钱复本位制度，银两制度正式确立。洪武九年（1376年），明政府准许以银代粮完税。嘉靖八年（1529年），朝廷令各省解京银两皆铸成锭，面钤重量、成色，确定银两的计算单位为两、钱、分、厘，以十进位。

### 纸钞

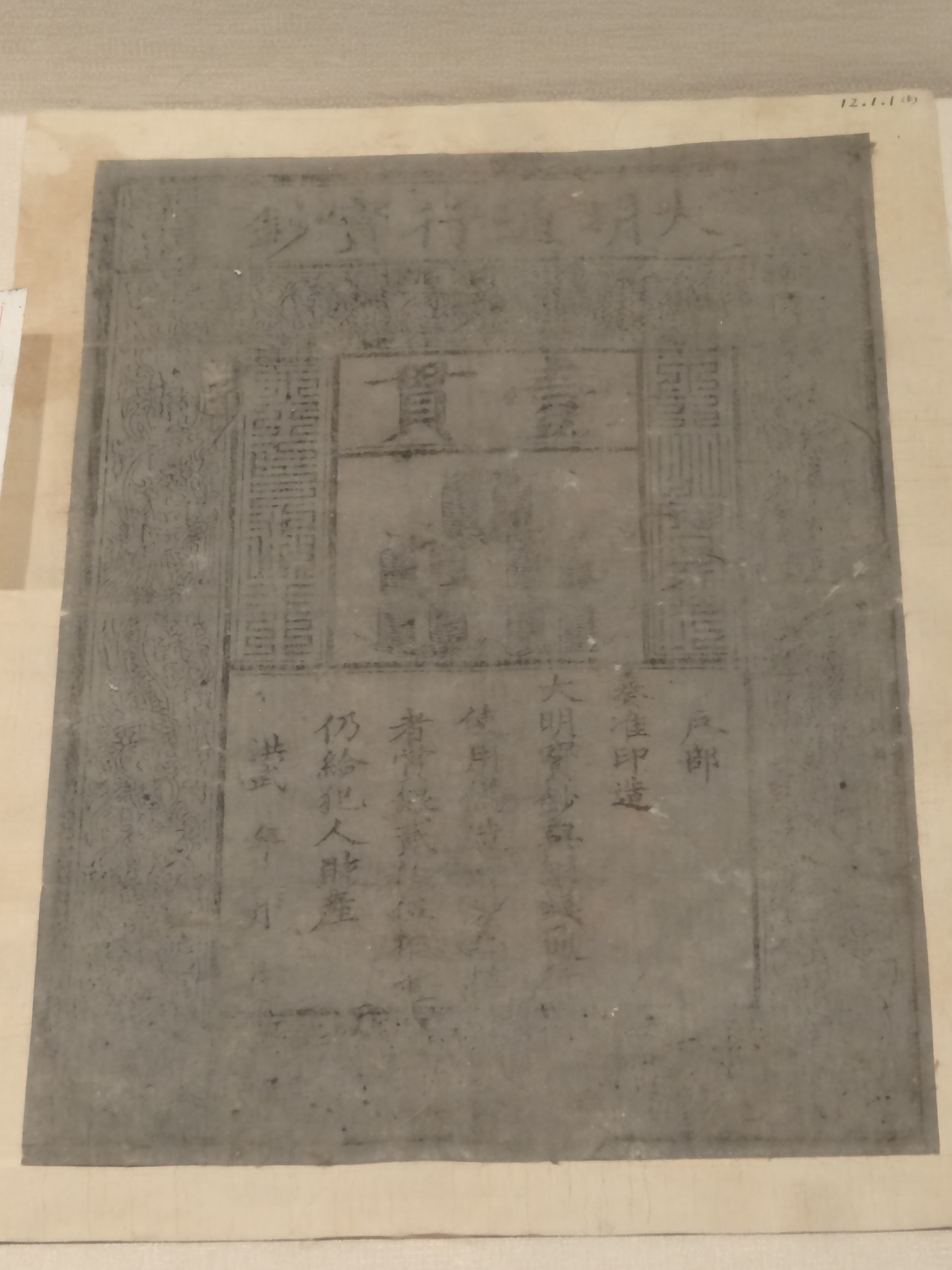
山东博物馆藏大明通行宝钞

山东从宋代开始行使纸币，北宋崇宁四年（1105年），宋徽宗停发“交子”，改行“钱引”，京东东路、京东西路和河北路印制的钱引在今山东域内与铜钱一起流通。钱引以钱文为单位，有500文和1贯两种，可在各路钱引务兑换铜钱。钱引采取分界发行，每3年为1界，到期需更换新钱引。大观二年（1108年），钱引不再兑现，开始逐渐贬值。南宋高宗建炎二年（1128年），济南等地为金兵攻占，山东开始行使金朝纸币。金海陵王贞元二年（1154年），金廷设交钞库，发行大小两种交钞，每7年分界发行。大钞有1贯、2贯、3贯、5贯、10贯五种，小钞有100文、200文、300文、500文、700文五种。大定二十三年（1183年），山东东路总管府转运使经奏准在其治所益都府印发面额10贯的“山东东路交钞”，可在益都、济南两府交钞库兑钱。大定二十九年（1189年），金朝取消交钞分界和兑现，山东东路交钞于承安二年（1197年）停止发行。其后通货膨胀加剧，金人时常更换钞名，先后发行“贞佑宝券”、“贞佑通宝”、“兴定宝泉”、“元光珍货”等纸币，钱钞贬值剧烈，有“万贯唯易一饼”之说。金宣宗贞祐二年（1214年），蒙古骑兵大举伐金，河北、山东、山西城池多数沦陷。蒙古太祖二十二年（1227年），蒙古大将何实在博州（今山东省聊城市一带）以丝为本位印发会子，每3年换发。1234年，蒙古灭金后，山东彻底为蒙古统治。1260年，忽必烈即位称汗，建号“中统”，发行“中统交钞”和“中统宝钞”纸币，均不限年月，且可全国通行。中统交钞以丝为本位，以两为单位，每2两值银1两；中统宝钞以钱为单位，面额自10文至2贯共十种，每2贯值银1两。山东东西道交钞库和燕南河北道交钞库负责今山东一带的交钞发行兑换。至元十三年（1276年）后，纸币滥发，各地兑换基金不足，逐渐贬值。至元二十四年（1287年），元朝政府开始发行至元宝钞，面额有5文至2贯十一种，与中统钞共同流通，新钞1贯当旧钞5贯。元顺帝至正十年（1350年），开始发行“至正元宝”交钞，以钱文为单位，1贯当至元钞2贯、铜钱1000文，不在兑现。元代百年间物价上涨近千倍，市面多使用铜钱、白银或实物交易。明朝钱钞兼用， 且以钞为主，以钱为辅。明太祖朱元璋于洪武八年（1375年）发行大明宝钞，全国范围内与制钱通行。大明宝钞面额有100文、200文、300文、400文、500文和1贯六种，每贯等于铜钱1000文或白银1两，4贯合黄金1两。洪武十年（1377年），明廷规定100文以下用铜钱支付，钞钱以七三比例缴纳商税。洪武二十二年（1389年），增加发行自10文至50文共五种小额宝钞。明英宗正统元年（1436年），虽然仍用宝钞计值，但实际上多用银、钱收付。

## 清代时期

### 银两

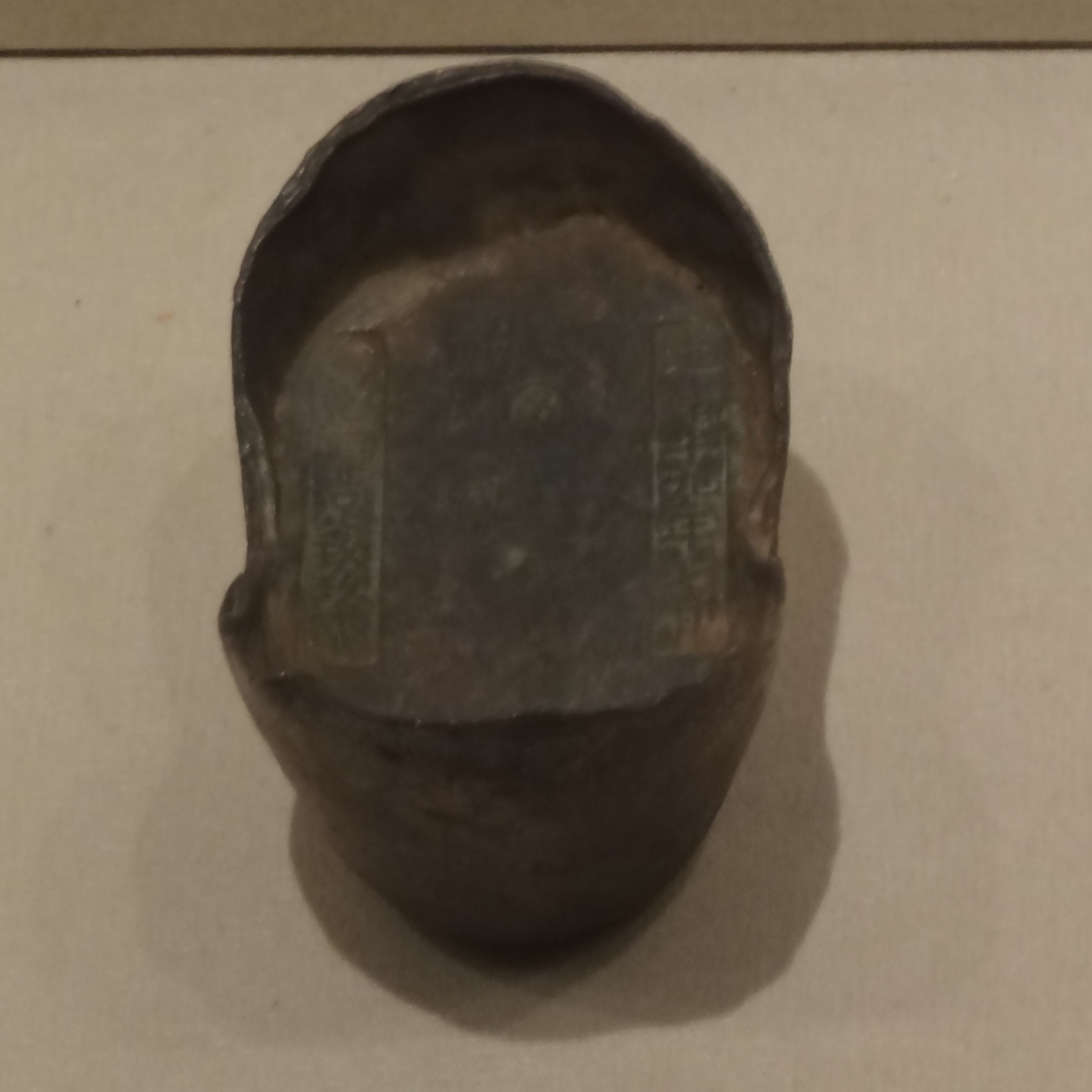
山东博物馆藏光绪十九年银锭

清代因袭明代币制，仍通行银钱复本位制，大宗交易、收支用银两，小额用铜钱。清朝银两仍为银锭，由各地经户部批准并发给部照的银炉铸造，主要有元宝、中锭、锞子、福珠四种。各地银炉所铸宝银均铸炉名以示负责。清末多有私设银炉，收费按银钱商号委托，将生银铸成银锭，或将外地宝银改铸成本地通行的宝银，如周村老君社公所规定每百两铸造费600京钱。各银炉所铸宝银及外埠流入宝银，均需公估局确定重量成色后方可流通。公估局由官厅准许或由当地钱业认可设立，每地限一局，山东省开设最早的是同治十二年（1873年）开设的烟台公估局。
| 类别 | 别名                   | 重量           | 说明                                                       |
| ---- | ---------------------- | -------------- | ---------------------------------------------------------- |
| 元宝 | 宝银                   | 约50两         | 马蹄形                                                     |
| 中锭 | 小元宝、盐锞子         | 约10两         | 多为锤形，也有铸成元宝形的                                 |
| 锞子 | 小锭、钱粮子、灯草碗子 | 一二两至三四两 | 多为镘头形，也有铸成元宝形的                               |
| 福珠 | 滴珠、碎白             | 多小于1两      | 散碎银子，多为整锭切割所得，也有铸成元宝形的，用于小额支付 |

### 制钱

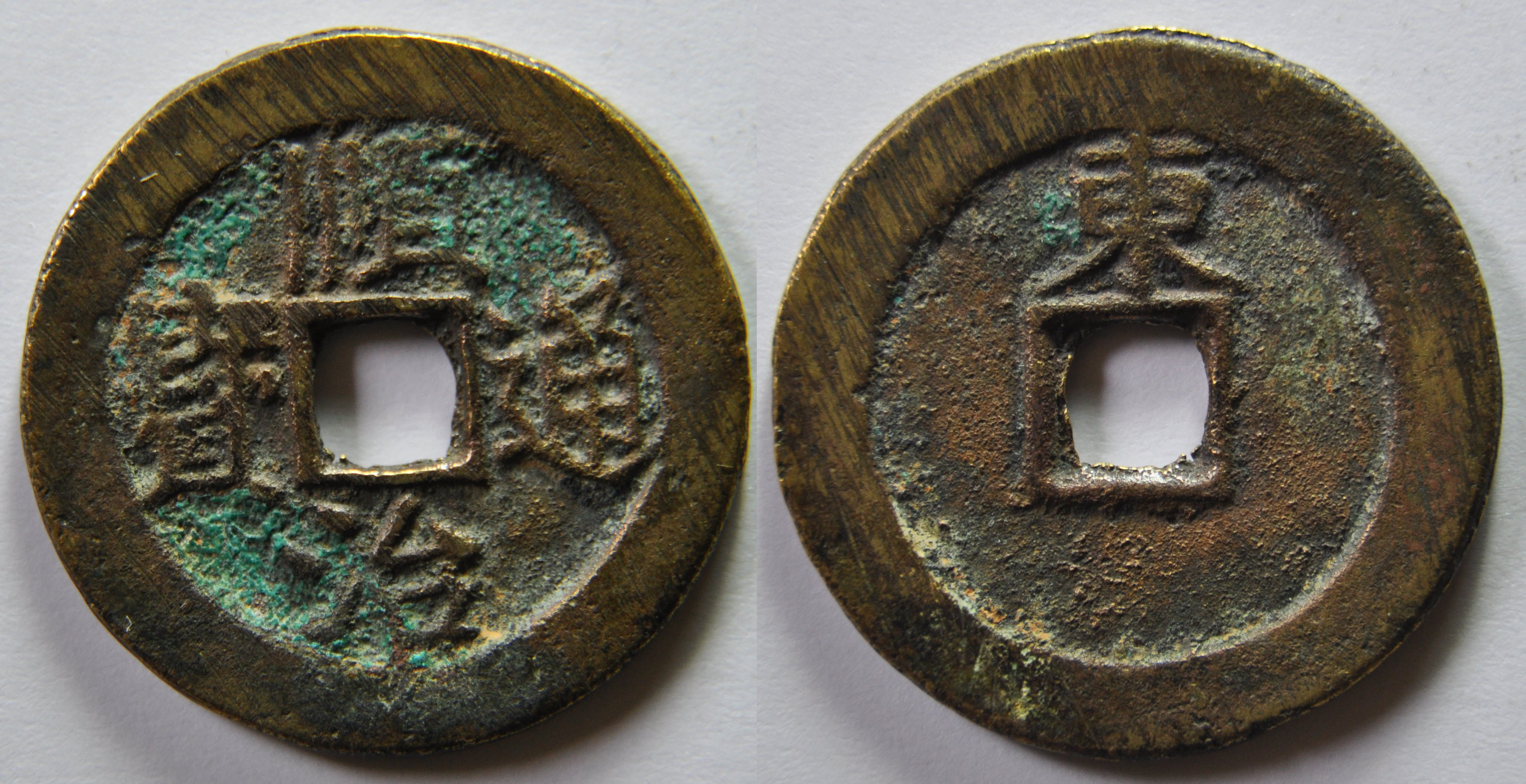
山东省局顺治通宝背上东铜钱

制钱方面，山东省开设有铸钱局，同时京城宝泉局、宝源局铸钱也有广泛流通。清顺治元年（1644年），在山东设临清局，济南设山东省局，铸“顺治通宝”背汉文单字记局式钱，两局分别以“临”和“东”字记局，顺治十年（1653年），又分别开铸背“临一厘”和“东一厘”的顺治通宝钱，顺治十四年（1657年），户部令地方各局停铸。顺治十七年（1660年），两钱局重开，铸钱背以汉字和满文记局的满汉式顺治通宝钱:28-29:9-14。康熙年间，铸满汉式康熙通宝钱:36，康熙六十一年（1722年），清圣祖去世，清世宗雍正继位。清廷规定一省仅设一个铸局，临清镇局并入山东省局。另外，户部议准各省铸钱背文改为全是满文的样式，穿左为满文“ᠪᠣᠣ”（宝）字，穿右表示各省的一字，山东省局所铸“雍正通宝”，背文为满文“ᠪᠣᠣ
ᠵᡳ”（宝济），因此山东省局又被称为“宝济局”:54。乾隆元年（1736年），宝济局开铸“乾隆通宝”钱，背文为满文“宝济”，乾隆三年（1738年），宝济局停铸:93。咸丰年间为解决财政危机还曾在各地发行虚值大钱，咸丰四年（1854年）十一月，山东省重设宝济局，铸当十、当五十“咸丰重宝”和当百“咸丰元宝”。不久，除当十之外的大钱先后停铸:198。同治年间，宝济局铸有少量“同治通宝”，不久宝济局停撤，此后再未重开。宣统二年（1910年），清廷颁布《币制则例》，改以银元为本位。中国制钱制度至此终结，但并未宣布制钱作废，中华民国建立以后仍有少量制钱流通。

### 银元、铜元

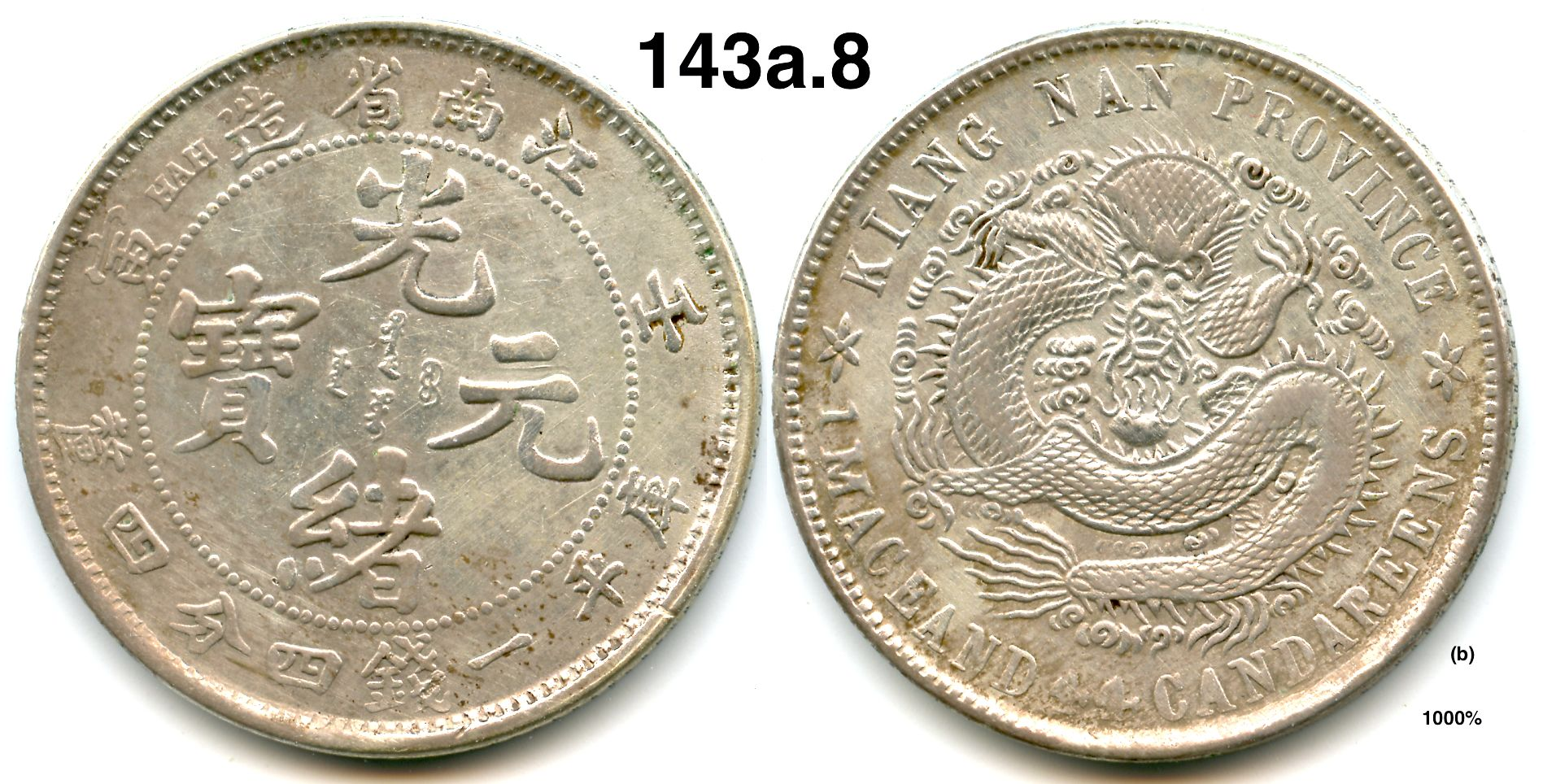
江南省造库平1钱4分4厘小银元

同治元年（1862年）烟台开埠前后，西班牙银圆和墨西哥银圆开始流入山东，是为山东最早的外国银圆。其后，港英政府铸造的香港银元、日本政府铸造的日本龙洋、英属印度铸造的站人洋也开始在山东流通。光绪十四年（1888年），广东省最先铸造中国银元，其后各省纷纷效仿，山东制造局于光绪十六年（1890年）铸造“足纹一两”银饼。光绪二十四年（1898年），山东巡抚张汝梅曾获清廷许可铸造七分二钱银元，次年停铸。光绪二十七年（1901年），山东巡抚袁世凯上奏请求开设银元局，但开铸后不久便停铸。山东省由于自铸银元稀少，市面流通的多是天津、湖北、江南、广东省所铸“光绪元宝”龙洋，以及各种外国银元。宣统二年（1910年），清政府将银元定为大清国币，次年5月开铸“大清银币”银元，尚未及发行清朝便灭亡了，之后在民国初年被作为军饷发出，成为通用银元的一种。银元铸行之初，由于主币、辅币制度尚未形成，银元仅有大小之分。山东流通的小银元多为江南、天津、广东、湖北、安徽、吉林、奉天等省铸造，在烟台还有日本和俄国的银币流通，小银币一般按照其重量成色折算成银两使用。整个清朝仅德华银行在青岛胶澳租借地发行的“大德国宝”一种镍币曾经流通过。

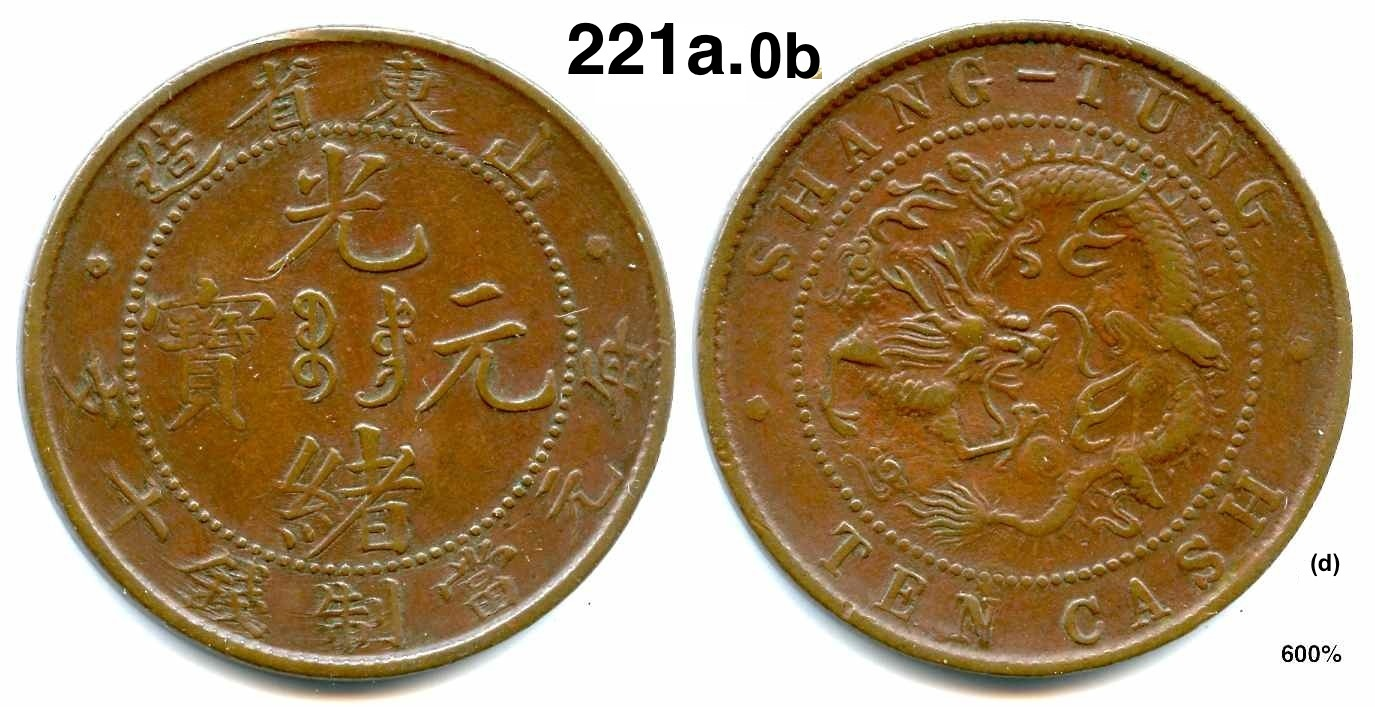
山东省造10文铜元

光绪二十六年（1900年），广东省最早仿照港澳铜币式样铸造铜元，其后其他各省也先后开铸铜元。光绪二十九年（1903年），山东省机器局在济南设铜元局，次年（1904年）投产，铸“山东”或“山东省造”字样十文“光绪元宝”10种，“山东”字样一文“光绪通宝”2种，“山东”字样二文“大清铜币”1种，“户部”字样十文“大清铜币”1种，每日铸造量达10余万枚，占山东省流通的铜元的六成。铜元价格为80枚换龙洋1元。因铜元铸利丰厚，多省大量铸造铜元，并向其他省份出售。铜元价格下落，光绪三十一年年末，当十铜元107枚方可换银元1元。光绪三十二年（1906年）农历十二月，山东铜元局裁撤。

### 清代纸币

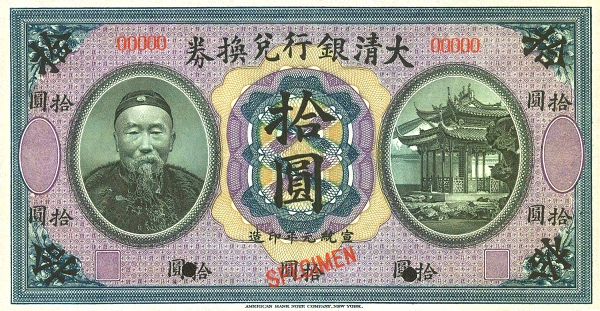
宣统元年大清银行兑换券

清朝前期对发行纸币非常谨慎，仅顺治八年至十八年间（1651年至1661年）发行过以制钱为单位的顺治钞贯，仅累计发行128万余贯，社会影响不大。咸丰三年（1853年），清政府为筹措镇压太平军军费，发行以银两为单位的“户部官票”和以制钱为单位的“大清宝钞”，两种纸币均不兑现，缴纳钱粮可以按比例搭用。户部官票又称银票，面值有1两、3两、5两、10两、50两五种，每100两等于库平银94两。大清宝钞又称钱票或钱钞，面值初分250文、500文、1000文、1500文、2000文五种，每2000文合官票银1两，不久又出5千文、10千文、50千文、100千文四种大面额钱钞。发行之初官票银1两或宝钞千文，可易钱400文至500文，其后不断贬值，最终清政府被迫收回所发钞票，只行银两和铜钱。清朝末年进行货币改革，于光绪三十一年（1905年），大清户部银行（1908年改名为大清银行）成立，1907年初大清户部银行济南分行发行银两票，所发银两票有济平和库平之分，济平银两票有1两、5两、10两、50两、100两五种；库平银两票则有1两、2两、5两、20两、50两五种。宣统元年（1909年），济南分行与烟台分号同时发行银元票，有1元、5元、10元三种面额。宣统年间，交通银行也曾在济南、烟台发行银两票。
除了上述国家统一发行的纸币外，自咸丰年间开始清政府准许各省自行印制纸币发行。光绪二十二年（1896年），山东省成立通济官钱局，光绪二十七年（1901年）改名山东官银号，其先后发行京钱票、角版钱票、石印钱票、库平银票、济平银票、银元票等纸币。中华民国建立后逐渐收兑，直至1920年由山东省财政厅布告作废。由钱铺、当铺开具的钱票在一定程度上也可代替现钱流通。乾隆、嘉庆年间，山东开始出现私出钱票流通，到道光年间已非常盛行。咸丰年间，钱票的面值多为100文、500文，此后不断增大，至光绪初年已改用“吊文”为单位，且钱业外的一般商家店铺也开始印发钱票。宣统元年（1909年），清政府颁布《通用银钱票章程》，对钱票发行进行管理。山东清末钱票除了常见的纸币外，在部分地区还曾出现以长方形竹板制作的竹票。嘉庆年间，民间开始发行银两票，咸丰以后，主要由官银号发行。

## 民国时期

### 银元

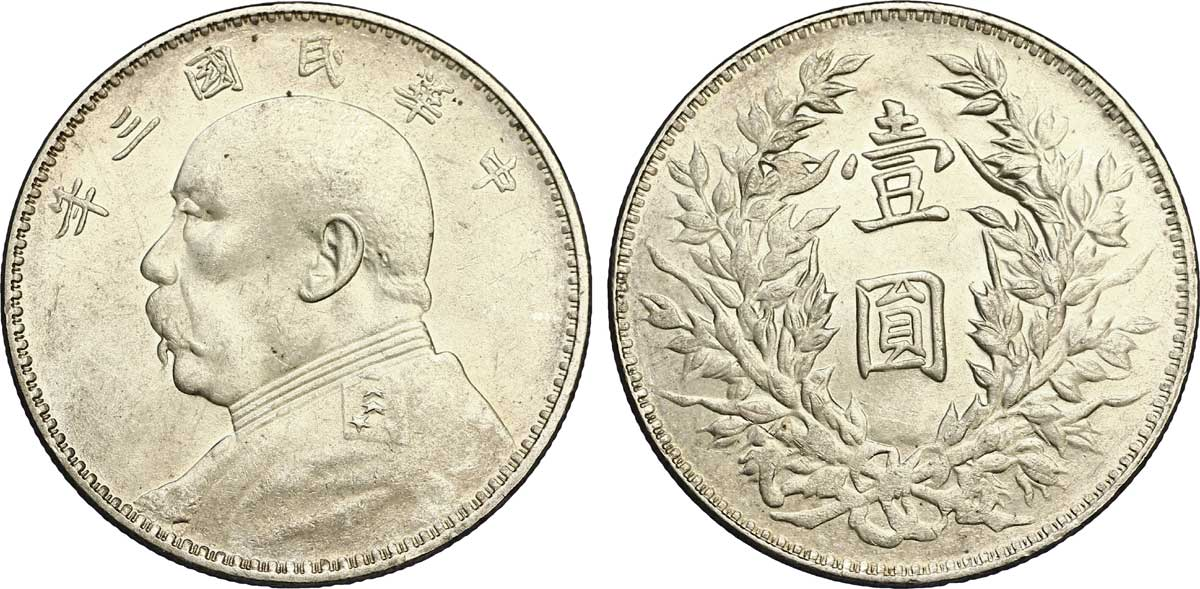
民国三年袁世凯像银元

民国元年（1912年），中华民国政府铸发孙中山像开国纪念币，山东省内有流通。1914年，北洋政府颁布《国币条例》，将银元定为国币，山东省地丁税随之改以银元征收。同年秋开铸袁世凯像1元银币，俗称袁大头，自此中国银元逐渐统一，其他各类银元或按袁币折算使用，或退出流通市场。民国初年，山东各地的大宗交易和债权债务仍多用按银两计算，但银两仅为计值标准，实际多用银元折付。随着全国各地废两改元的呼声越来越高，济南率先废除本地银两济平银，除与外地的汇兑外，各项收付均已银元计算。1929年7月，青岛也废除本地银两胶平银。1933年4月5日，南京国民政府财政部通令全国废两改元。山东省政府下令，全省从4月6日起所有公私款项收付及一切交易，一律改用银元。银两制度，以及其涉及的银炉、公估局等正式退出历史舞台。按《国币条例》，除1元的大洋外，还有中元、2角、1角三种银辅币，中元2枚、2角5枚或1角10枚换大洋1元。银辅币由天津造币总厂于1916年开始铸造，有中国银行和交通银行发行。山东省银元全靠外省输入，向来短缺，1918年白银价格上涨，有投机者将高纯度银币熔铸称银锭私运出境。由于银价上涨屡次导致银元毁铸盗运出境，军阀战争影响跨境汇兑，山东省政府曾多次下令限制现洋出境。1927年，北伐胜利，南京国民政府停铸袁像银币，改铸建国初年的孙像银币，两者在山东均可通行。银辅币十进制仅维持数年。1923年因各省滥铸低成色辅币，山东省政府允许银辅币与旧时小银元一样另行制定与银元的兑换比率。1927年，青岛商埠局停用银辅币，并请中、交两行增发银元辅币券以为代替，济南等地不久也纷纷效仿，从此辅币券基本取代山东的各类银辅币。1935年11月，中华民国政府宣布实行法币制度，停止银元流通，但在纸币贬值时银元仍不时计价行使。

### 铜元
民国初年，山东省内大清铜币、光绪元宝、宣统元宝和民国开国纪念铜币等各类铜元皆可通行。由于铸发铜元利润颇丰，1920年前后各省军阀纷纷开始铸造铜元。山东在1920年经北洋政府财政部、币制局批准，利用兵工厂的空闲房屋机器鼓铸铜元。1921年1月，部、局决定将原本为陕西向日本订购的铸币机器转移交给山东，派张德薰为厂长，正式筹建造币厂。兵工厂于1922年停铸，造币厂筹建因经费问题于1923年6月中止，滞留青岛的铸币机器转让给察哈尔，设立张家口北造币厂。各省滥铸铜元时，山东钱价高而银价低，商人多从外省贩来铜元，并将山东银元转往外省牟利。日本人乘机盗铸中国铜元，由青岛运往济南售给中国商人牟利。由于大量劣质铜元流入，山东曾多次下令禁止大宗铜元入境。受世界铜价回落影响，铜元市价不断走低，1921年山东各地约140枚铜元可兑换1枚银元，而到1927年兑换1枚银元已经需要超过350枚铜元。山东省内流通的各省所铸铜元，除最常见的当十文、当二十文外，聊城、堂邑等地有少量当四十文流通，单县有当五十文流通。由于铜元贬值，许多日本商人开始收购铜元熔成铜块后运往日本。山东省从1926年开始按《国币条例》铸造5分镍币用作辅币，仅在省内流通。外地铸造的2分和1分铜辅币在山东流通很少，大多用当二十文和当十文的铜元代替。1935年法币制度施行后，国民政府限期收回铜元，日本人乘机大量收购铜元私运出海，曾多次被胶海关查获。抗日战争爆发后，日本扶植的傀儡政权多次在沦陷区搜刮、收买、强征铜制品，民间留存的铜元、制钱几乎全部被收走。1945年抗日战争后，山东解放区发展迅速，由于辅币短缺，人民政府曾短暂允许以铜元充当辅币，1946年宣布停止流通。

### 金币、黄金
自金代以来，黄金不再被中国历代政府用作货币。清朝末年，清政府试图进行币制改革，曾铸造库平1两的“大清金币”，但最终并未发行流通。1915年，袁世凯称帝，曾铸造发行金币，民间也非常少见。北洋政府曾铸造多种黄金纪念币，均极少流通。1926年，山东督军兼省长张宗昌，请天津造币厂代造龙凤图案金币，也极少流通。

### 国家纸币

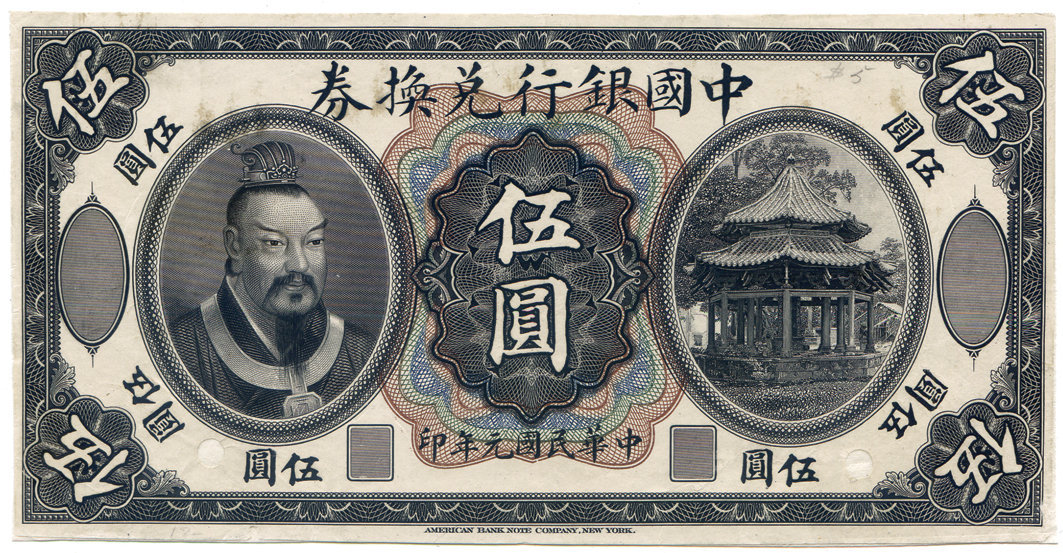
民国元年版中国银行兑换券

1913年，北洋政府授权中国银行发行银元兑换券，采用各地分行、支行分别发行、分别兑现办法。同年，中国银行山东分行既开始发行全省流通的兑换券，烟台支行发行仅当地流通的烟台地名券。由于山东分行、山东财政厅的措施得当，山东地区受北京中行钞票几次挤兑风波的影响较小。1922年9月，中国银行青岛支行经日本军方准许后开始发行银元兑换券。1928年國民革命軍北伐胜利后，青岛支行改为分行，发行额大幅增加。1931年，中行各支行开始相互代为兑现，并在各地增设网点。除济南、烟台、青岛外，中国银行还发行过威海卫地名券。民国初年，济南、烟台两地交通银行先后改发银元票，回收清朝末年所发银两票。1914年，交通银行经北洋政府特许发行银元兑换券，济南分行当即发行全省流通的山东地名券，烟台支行发行当地流通的烟台地名券。期间受北京挤兑风波影响，发行多次受挫。1922年开始实行分区发行，各分支行所发银元券，均加盖地方戳记。除山东、烟台外，还发行有青岛、济宁、龙口等地名券。1928年11月，南京国民政府成立中央银行，先后发行济南地名券、青岛地名券，各分支行也是分别发行，分别兑现。1935年11月法币改革后，中国银行兑换券、交通银行兑换券和中央银行兑换券均不再兑现。
1935年11月4日，南京国民政府进行法币改革:764，不再使用银元，以中央、中国、交通三银行发行的纸币为法定货币，并收兑银元和生银，白银归国家所有:764。币改之初，山东省政府申请有本省银行保管收兑的银元，至1936年山东各地现银向济南集中，并于“七七事变”前南运上海。币改后，山东民生银行和平市官钱局仍可发行小额纸币，中国实业银行的纸币还在流通，据《北支经济开发论》记载，“七七事变”前法币进占山东境内流通纸币的82.2%左右。“七七事变”后不久，日军攻进山东，山东省大部分地区沦陷。日本扶植的傀儡政权在沦陷区限制法币流通，同时利用法币换取外汇和从沦陷区以外购买其他物资；国民政府坚守在山东的军政势力以及中国共产党领导的抗日根据地则仍使用法币。1941年12月，太平洋战争爆发后，日本无法再用法币套取外汇，开始将法币向未沦陷地区倾销，中共抗日根据地开始停用法币。抗战期间，法币在山东不断贬值，尤其是1941年后，贬值严重。随着1944年属于国民政府势力的李仙洲和于学忠部撤离山东，法币在山东彻底丧失市场。
1945年8月15日，日本宣布投降后，国民政府逐渐恢复对山东的统治，最初仍允许联银券流通，至11月5日开始以法币为标准进行市面交易。1945年底，关金券开始流入山东。1946年1月和3月，中央银行在青岛、济南相继复业，开始发行法币、收兑联银券。同年，国共内战再次爆发，各地滥发纸币，发生恶性通货膨胀，法币、关金券不断贬值，信用彻底破产，国统区开始以银元、黄金、外币交易，甚至倒退为以物易物:8467。1948年8月19日，国民政府宣布发行金圆券，关金券与法币限期停用:4439:56。但金圆券发行不久也大幅贬值，膨胀程度超过法币:4439:159-160。由于对金圆券不信任，青岛出现公开的银元交易，青岛市政府于1949年初允许银元自由买卖，银元及硬辅币重新开始流通。第十一绥靖区司令刘安祺委托中央银行青岛分行发行银元辅币券。中国人民解放军占领青岛后，金圆券和银元辅币券被中共政权以人民币收兑。

### 其他纸币

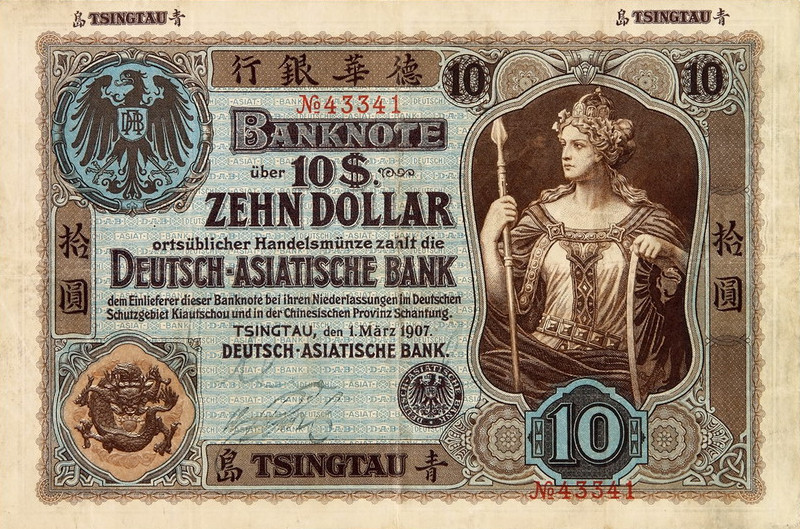
德华银行在青岛发行的纸币

民国初年，币制混乱，除了国家银行发行的纸币外，还有多种地方纸币、商业银行券、民间银钱票和土杂钞发行流通。自清朝末年以来，外资银行在华多有发行纸币，其中山东地区流通较广的有俄国羌帖，英国汇丰银行和麦加利银行发行的银元券，德华银行发行的银两券与银元券，一战日军占领青岛后发行的日本军用票，日本横滨正金银行发行的正金银钞，多家日本银行发行的日本金票等。抗日战争期间，日本扶植的傀儡政府曾在山东沦陷区发行联银券。
1938年12月1日，中国共产党地方党组织创建蓬黄掖抗日根据地，并建立北海银行发行北海币，1939年春发行中止。1939年8月，中共胶东区委重建北海银行，并建立多座印钞厂印发北海币。1949年2月，北海币停发，分批以人民币按北海币100元兑人民币1元的固定比价收回。1940年5月，鲁西军政委员会建立鲁西银行，发行鲁西币，与法币等值行使，流通于运东、运西、泰西、鲁西北4个专区的36个县。1941年7月，鲁西区并入冀鲁豫边区， 鲁西币成为冀鲁豫抗日根据地货币，流通范围扩大到冀南、豫北、豫东、鲁西南等地。1939年10月15日，冀南银行正式成立，并发行冀南币，1941年流通到冀鲁豫边区。1941年7月，冀鲁豫与鲁西两行署区合并，鲁西币取代冀南币成为冀鲁豫边区的本位币。1944年6月，冀鲁豫与冀南两行署区合并，少量冀南币重新流入鲁西南地区。1946年1月1日，鲁西银行并入冀南银行，鲁西币的流通地位逐渐被冀南币取代，但两种货币均有流通，最终被人民币收兑。除上述三种主要货币外，中共在山东各地建立的地方政权还发行过多种地方流通券，如泰西抗日根据地的泰西币，鱼台县抗日民主政府的鱼台县地方流通券等等。

## 人民币时期

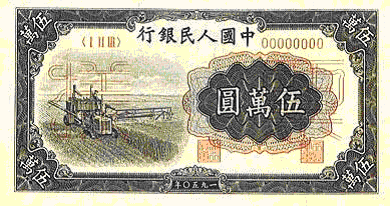
第一套人民币50000元纸币，相当于第二套的5元

中国共产党中央委员会原定于1949年1月成立中央银行中国人民银行，并发行统一货币人民币替代原来种类庞杂、折算不便的各解放区货币。然而，第二次国共内战形势在1948年迅速倾向中共一方，分散的各解放区迅速连成一片，因此1948年下半年中国人民银行筹备处对华北、华中、西北三大解放区的各印钞厂进行改组，加速了人民币的印制。1948年12月1日，华北人民政府发布《金字第四号布告》，宣布成立中国人民银行，作为华北、华东，西北解放区的发钞行，第一套人民币于同日发行，在华北、华东、西北三区的统一流通。中国人民银行是以华北解放区的华北银行为基础，合并山东解放区的北海银行和西北解放区的西北农民银行组建的，最初总部设于河北省石家庄市，首任总经理为南汉宸，副总经理为胡景沄、关学文。历史上第一张人民币是面值50元的00000001号，印有时任华北人民政府主席董必武书写的“中国人民银行”、“中华民国三十七年”字样，首张人民币在河北省平山县银行开出；接着又在石家庄发行20元、10元票面的人民币。1949年，陆续增加1元、5元、100元、500元和1000元面额人民币。
1949年10月1日，中华人民共和国成立，人民币成为国家法定货币。由于持续的通货膨胀，人民币从建国之初至1953年12月，又陆续增发5000元、10000元和50000元券。1955年3月1日，中国人民银行开始发行第二套人民币，以新币1元等于旧币10000元的比率收兑第一套人民币，山东省在收兑期间共收回旧人民币23301亿元，第一套人民币于1955年5月全面停止流通。此后，人民币虽多次改版，但未再次改值。目前市面主要流通的人民币版本为第五套人民币，于1999年10月1日开始发行。第二套人民币除分币外的各类纸币于1999年1月1日起停止流通，纸分币于2007年4月1日起停止流通，硬分币仍处于流通状态，但由于物价上涨，在1990年代以后，分币就很少使用。第三套人民币已经于2000年7月1日全面停止流通。第四套人民币除1角、5角纸币和5角、1元硬币外的其他币种于2018年5月1日停止流通。

## 备注
1. ↑  与无文铜贝相对应的是楚国的蚁鼻钱
2. ↑  所谓“法化”也有学者认为应当释读为“大刀”[13]:9
3. ↑  铢为重量单位，1两为24铢